# Вільнянський район
Вільня́нський райо́н — ліквідований адміністративний район у північній частині Запорізької області, утворений у 1924 році та ліквідований у 2020 році. Районний центр: місто Вільнянськ. Площа району 1280 км².

## Прапор і герб району
Район має свій прапор, герб, які прийняті були до 80-річчя району. Автором герба та прапора став викладач Вільнянської дитячої художньої школи, народний майстер декоративно-прикладної творчості Макарчук Адам Антонович. Про район та місто Вільнянськ складено вірші та написано пісні самодіяльними поетами та композиторами району.

## Географія

### Розташування
Межує з Новомиколаївським, Оріхівським та Запорізьким районами Запорізької області та Синельниківським районом Дніпропетровської області. По західній його межі протікає річка Дніпро, його ліві притоки — Вільнянка та Мокра. Сучасна назва за районом закріпилася в 1966 році (в 1924—1935 рр. район називався Софіївським, в 1935—1939 рр. — Красноармійським, а в 1939—1966 рр. — Червоноармійським).
Площа району становить 1280 км². Сучасні межі встановлені Указом Президії Верховної Ради УРСР від 4 січня 1965 р.

### Рельєф
Поверхня району носить характер хвилястої рівнини. В межах сіл Микільського, Широкого, Петро-Михайлівки, Кам'яного, Купріянівки тягнуться балки та незначні яри. Вони порушують рівнинність поверхні і в окремих місцях піднімаються в усіх напрямках у вигляді великих хвиль. Більшість балок мають нахил в бік басейну річки Дніпро; раніше, до замулення, вони були його притоками.
Територія району знаходиться в південній частині Придніпровської низовини. Висота поверхні низинної рівнини в межах району в основному від 100 до 200 м, в долині р. Дніпро вона знижується до 50 м. Рельєф району в цілому сприятливий для будівництва залізниць та автомагістралей, а також для розвитку сільського господарства.

### Клімат
Клімат Вільнянського району має помірно континентальний характер. Середньорічна кількість опадів 400—500 мм. Відносна вологість повітря коливається від 41 % влітку до 60-90 % взимку.

Можливі суховії. Середньорічна температура повітря + 9,3 °C, максимальна + 40,1 °C, мінімальна — 33,4 °C. Влітку середня температура становить +21 °C, максимальна + 40,1 °C (в липні). Взимку середня температура становить −2,6 °C, мінімальна — 33,4 °C (в січні).
Зручне географічне розташування, м'який клімат і природне багатство краю створили тут сприятливі умови для життя людини. І хоч протягом тисячоліть клімат змінювався, територія району залишалася придатною для проживання.

### Гідрологія
У Вільнянському районі є річки, водойми, водосховище.
- Річки: Вільнянка — 19,6 км, Дніпро — 43 км, Мокра — 12 км, Плоска Осокорівка — 25 км, Солона — 13 км. Ширина річок коливається від 3-5 м до 50 м, переважна глибина малих річок 2 — 5 м, швидкість течії від 0,1 до 0,3 м/сек. Води в річках слабо мінералізовані та відносяться до рівнинного типу з переважним сніговим поповненням.
- Водойми — ставки, яких Вільнянський район налічує 126.
- Миролюбівське водосховище — 2,11 млн м³ (басейн річки Солоної).

### Корисні копалини
Див. також Корисні копалини Вільнянського району
Серед корисних копалин території району слід назвати граніт біля с. Кам'яне, буре вугілля (на межі з Оріхівським районом біля с. Купріянівка) і каолінову глину неподалік с. Тернівка та Біляївка, гнейси і кар'єрні піски біля с. Купріянівка, а також гончарні глини і вапняки.
Особливо цінними є родовища граніту, який добуває промислове підприємство ВАТ «Янцівський гранітний кар'єр».

### Ґрунти
Див. також Ґрунти Вільнянського району
На території району в північній частині — звичайний чорнозем з кількістю гумусу 2,5-3 %, на південь він переходить в темно-каштанові ґрунти. Багатородючі ґрунти — справжнє багатство Вільнянського краю.
Серед зональних типів ґрунтів переважають чорноземи звичайні (75,0 % площі району). На подах і днищах балок поширені лугово-чорноземні ґрунти. Загальна площа зрошувальних земель становить 20,5 тис.га.

### Рослинний і тваринний світ
Рослинний світ переважно трав'яний, тваринний світ характерний для степової зони (гризуни, птахи).
Ліси займають 5,9 тис. га природної рослинності, розорані землі — 93,4 тис. га (75,0 %).

### Ландшафти
За фізико-географічним районуванням Запорізької області, район лежить у межах Кінсько-Ялинської низовинної області Лівобережно-Дніпровсько-Приазовського північно-степового краю Північно-степової підзони Степової зони.

## Історія
У XVIII ст. входив до складу Самарської паланки Вольностей Запорозьких Нової Січі (1734—1775) З історії Вільнянщини.. Першими поселенцями на території району стали козаки цієї паланки.
До Української революції землі сучасного Вільнянського району входили до складу Олександрійського повіту Катеринославської губернії.
Від 6 березня 1918 року територія сучасного району стала належати до Азовської землі УНР.
Після приходу до влади гетьмана Павла Скоропадського було відновлено старий російський губернський поділ.
Внаслідок поразки Перших визвольних змагань повіт надовго окупований більшовиками.
7 березня 1923 року Постановою Всеукраїнського Центрального Виконавчого комітету № 308 п. 7 утворений Михайло-Лукашівський район з Андріївською, Новогупалівською, Михайло-Лукашівською, Петро-Свистунівською волостями.
10 грудня 1924 р. центр було переміщено в с. Софіївка і район став називатися Софіївським.
Голодомор 1932–1933 рр. який визнано геноцидом українців, охопив майже всі села району. Точну кількість померлих не встановлено, проте відомі місця їхніх поховань у Любимівці, Миролюбівці, Михайлівці і Тернівці. Іноді вимирали цілими селами, так, на 9 селищі під час голодомору 1932–1933 рр. вимерли майже усі жителі.
З 1935 по 1939 роки район називався Красноармійським, з 1939 року — Червоноармійським, а з 1966 року — Вільнянським.

## Адміністративний устрій
Адміністративно-територіально район поділяється на 1 міську раду, 1 селищну раду і 19 сільських рад, які об'єднують 105 населених пунктів та підпорядковані Вільнянській районній раді. Велика кількість населених пунктів Вільнянського району заснована запорозькими козаками.
Адміністративний центр — місто Вільнянськ.

## Населення
Населення становило 51,5 тис осіб на 1977 р., 52,4 тис осіб на 1981 р., 53 тис осіб на 1989 р., 50,5 тис осіб на 2001 р., 47 тис осіб на 2017 р.
Див. також Населення Вільнянського району
Розподіл населення за віком та статтю (2001):
| Стать | Всього | До 15 років | 15-24 | 25-44 | 45-64 | 65-85 | Понад 85 |
| --- | ------ | ----------- | ----- | ----- | ----- | ----- | -------- |
| Чоловіки | 23 403 | 4527        | 3594  | 6776  | 6027  | 2387  | 92       |
| Жінки | 27 286 | 4174        | 3446  | 7116  | 7306  | 4817  | 427      |
| \| Статево-вікова піраміда \| Статево-вікова піраміда \| Статево-вікова піраміда \| \| ----------------------- \| ----------------------- \| ----------------------- \| \| Чоловіки \| Вік \| Жінки \| \| 92 \| 85 + \| 427 \| \| 127 \| 80-84 \| 554 \| \| 438 \| 75-79 \| 1263 \| \| 904 \| 70-74 \| 1639 \| \| 918 \| 65-69 \| 1361 \| \| 1721 \| 60-64 \| 2406 \| \| 883 \| 55-59 \| 1180 \| \| 1545 \| 50-54 \| 1803 \| \| 1878 \| 45-49 \| 1917 \| \| 1970 \| 40-44 \| 2128 \| \| 1705 \| 35-39 \| 1834 \| \| 1482 \| 30-34 \| 1511 \| \| 1619 \| 25-29 \| 1643 \| \| 1622 \| 20-24 \| 1599 \| \| 1972 \| 15-20 \| 1847 \| \| 2059 \| 10-14 \| 1915 \| \| 1431 \| 5-9 \| 1285 \| \| 1037 \| 0-4 \| 974 \| |        |             |       |       |       |       |          |
| Статево-вікова піраміда |        |             |       |       |       |       |          |
| Чоловіки | Вік    | Жінки       |       |       |       |       |          |
| 92 | 85 +   | 427         |       |       |       |       |          |
| 127 | 80-84  | 554         |       |       |       |       |          |
| 438 | 75-79  | 1263        |       |       |       |       |          |
| 904 | 70-74  | 1639        |       |       |       |       |          |
| 918 | 65-69  | 1361        |       |       |       |       |          |
| 1721 | 60-64  | 2406        |       |       |       |       |          |
| 883 | 55-59  | 1180        |       |       |       |       |          |
| 1545 | 50-54  | 1803        |       |       |       |       |          |
| 1878 | 45-49  | 1917        |       |       |       |       |          |
| 1970 | 40-44  | 2128        |       |       |       |       |          |
| 1705 | 35-39  | 1834        |       |       |       |       |          |
| 1482 | 30-34  | 1511        |       |       |       |       |          |
| 1619 | 25-29  | 1643        |       |       |       |       |          |
| 1622 | 20-24  | 1599        |       |       |       |       |          |
| 1972 | 15-20  | 1847        |       |       |       |       |          |
| 2059 | 10-14  | 1915        |       |       |       |       |          |
| 1431 | 5-9    | 1285        |       |       |       |       |          |
| 1037 | 0-4    | 974         |       |       |       |       |          |

За даними Всеукраїнського перепису населення 2001 року на території Вільнянського району проживає: українців — 84,7 %, росіян — 12,9 %, білорусів — 0,6 %, поляків — 0,3 %, молдаван — 0,2 %, болгар — 0,2 %, німців — 0,1 %, вірменів- 0,2 %, татар — 0,1 %, представників інших національностей — 0,7 % від загальної чисельності мешканців району.

## Історичні і пам'ятні місця Вільнянського району
Див. також Історичні і пам'ятні місця Вільнянського району
Вільнянський край багатий на пам'ятні і історичні місця. Пам'ятники сивої давнини, періоду Української революції, сьогодення привертають увагу своєю значущістю, величністю, відіграють важливу роль в процесі патріотичного виховання.
При будівництві Дніпровської ГЕС була проведена археологічна експедиція, що знайшла стоянку доби середнього палеоліту біля села Петро-Свистунове.
Чудові пам'ятники природи — Балка Бальчанська і Балка Россоховата — розташовані неподалік Дніпра біля с. Петро-Свистунове Дніпровської сільської ради.
Поблизу с. Петровського Любимівської сільської ради зберігся старовинний парк — так званий Петровський ліс, який належав до маєтку Г. Нейфельда, колишнього власника заводу сільськогосподарських машин.
В районі селищ Московка і Веселівське Московської сільської ради розміщені так звані Кащенківські ставки; вони належали родині Кащенків, з якої вийшли наші видатні земляки — М. Ф. Кащенко, біолог, академік і А. Ф. Кащенко, письменник і історик. Дитинство їх пройшло саме в цих місцях.
Багато пам'ятних знаків і історичних місць розповідають про події, пов'язані з періодом Другої світової війни. У Вільнянському районі є 48 братських могил часів німецько-радянської війни, 2 братські могили часів українсько-більшовицької війни, 16 пам'ятних знаків, присвячених історичним особистостям і подіям.
Серед них — Меморіал Слави у районному центрі. Тут поховано 773 вояків Червоної армії, в тому числі — Герой Радянського Союзу Я. В. Бочаров. Пам'ятник на честь чину Я. В. Бочарова — протитанкова гармата — розміщений біля районного краєзнавчого музею. На західній околиці міста — пам'ятник на честь рейду 25-го танкового корпусу — танк Т-34.
У братській могилі с. Тернівка покоїться прах Героя Радянського Союзу П. С. Зачиняєва. На території Меморіального комплексу в с. Гнаровське похована Герой Радянського Союзу В. О. Гнаровська. В с. Петро-Свистунове Дніпровської сільради розташований пам'ятний знак на честь форсування р. Дніпро військами 12-ї армії.

## Археологічні пам'ятки
Див. також Археологічні пам'ятки Вільнянського району
На території району 143 пам'ятки археології — кургани і курганні могильники. Найбільша кількість пам'яток археології зосереджена на землях Антонівської, Купріянівської, Михайло-Лукашівської, Павлівської сільських рад.
Поблизу с. Петро-Свистунове біля скелі Орел виявлено стоянку первісних людей, які проживали 40 тис. років тому. Біля с. Улянівка виявлено 2 поселення періоду пізньої бронзи (кінець ІІ — початок І тисячоліття до н. е.). До пам'яток залізної доби (І тис. до н. е.) належать численні кургани, з яких найбільші мають свої назви: Петрашевська Висота біля с. Михайло-Лукашеве, Тарасова могила (курган) поблизу с. Миролюбівка.

## Економіка
Див. також Економіка Вільнянського району

### Сільське господарство
У процесі реформування аграрного сектору створилася багатоукладна система господарювання. Основу сільського господарства складає вирощування зернових і технічних культур.
Станом на 1 січня 2010 року загальна площа сільськогосподарських земель, що входять до адміністративно-територіальних одиниць, становить 108,2 тис.га. Всього сільськогосподарських угідь в районі — 103,2 тис. га, з них:
- ріллі — 92,5 тис.га
- багаторічних насаджень 2,5 тис.га
- сіножатей 2,9 тис.га
- пасовищ — 5,3 тис.га.

Площа ріллі в обробітку на 2010 рік становить 72,2 тис. га.

### Промисловість
До складу промислового комплексу входять три основні галузі: машинобудування, добувна промисловість, виробництво будівельних матеріалів та хімічна.
В районі налічується 12 промислових підприємств. Найбільшими на 2010 р. є ТОВ НВП «Ріст», ТОВ «Ритм», ВАТ «Вільнянський маслозавод», ВАТ «Янцівський гранітний кар'єр».

## Транспорт і зв'язок
Див. також Вільнянський район — поштові індекси [Архівовано 8 червня 2017 у Wayback Machine.]
Район перетинають 2 автомобільні дороги державного значення:

- Н15 Запоріжжя — Донецьк;
- М18E105 Харків — Сімферополь — Алушта — Ялта.

Протяжність автомобільних доріг по району становить 478,6 км, в тому числі: магістральні — 28,8 км, територіальні — 40,8 км, районні — 293,1 км, обласні — 115,9 км. У районі 13 автомобільних мостів.
Магістральні трубопроводи:
- Аміакопровід Тольятті — Горлівка — Одеса УДП «Укрхімтрансаміак» (у межах району — 26,6 км);
- Газопровід УМК «Харківтрансгаз» ШДКРІ — Запоріжжя — (27,9 км);
- Газопровід УМК «Харківтрансгаз» ШДКРІ — Енергодар — (28,7 км);
- Водовід ДКП «Облводоканал» с. Люцерна — смт Новомиколаївка — (41 км).

З півночі на південь район перетинає:
- залізнична магістраль Придніпровської залізниці Харків — Севастополь
- автошлях територіального значення Т 0445 Синельникове — Славгород — Вільнянськ.

Залізничні станції у Вільнянському районі:
- Новогупалівка;
- Вільнянськ;
- Янцеве;
- Роз'їзд 11 км.

Найближчий річковий порт — у м. Запоріжжя (відстань — понад 30 км). Найближчий морський порт — у м. Бердянськ (близько 220 км).
Мешканці Вільнянського району забезпечені телефонним зв'язком. Забезпечується достатнє покриття території мобільним зв'язком. Провайдери ПАТ «Укртелеком», «Простонет», Городок, Інтертелеком та інші, забезпечують населення району доступом до мережі Інтернет.

## Освіта
Див. також Освіта Вільнянського району
В районі функціонує 26 загальноосвітніх навчальних закладів та 2 позашкільних закладів освіти (Центр дитячої та юнацької творчості, Дитячо-юнацька спортивна школа). Охоплено навчанням 99,8 % дітей шкільного віку. Державною українською мовою у 2009 році навчаються 100 % учнів.
У місті Вільнянськ працює професійно-технічний заклад «Вільнянський професійний ліцей» та його філія в с. Михайлівка. Основні кваліфікації, які отримують випускники ліцею: слюсар з ремонту автомобілів, водій, тракторист — машиніст.

## Культура, пам'ятки, традиції
Див. також Культура Вільнянського району

### Музеї
Вільнянський краєзнавчий музей зберігає предмети історії рідного краю від давніх часів до сьогодення. Музейна колекція нараховує понад 700 експонатів основного фонду. Тут є 7 експозиційних залів — заселення краю, початку ХХ ст., революційних подій 1917—1920 рр., зал 1920—1930 рр., галерея Слави, зал німецько-радянської війни, зал сучасності. Крім екскурсійної діяльності, музей проводить науково-популяризаторську роботу, організовує масові заходи, систематично влаштовує виставки.
Інші музеї району. На державному обліку перебуває 8 музеїв на громадських засадах.
- Музей в с. Гнаровському розповідає про подвиг Героя Радянського Союзу Валерії Гнаровської.
- В с. Дніпровка — меморіальний музей нашого земляка І. С. Паторжинського, народного артиста СРСР.
- Музей Вільнянської гімназії «Світоч» розповідає про історію освіти нашого району.

Цікаві історичні матеріали зібрані в Михайлівському, Михайло-Лукашівському, Привільненському музеях на громадських засадах.
Є чудовий музей і в селі Петро-Михайлівка. Музей розміщено в приміщенні середньої школи. Опікується музеєм його засновник вчитель історії Андрущенко Олександр Миколайович.

### Пам'ятки архітектури
Як пам'ятки архітектури привертають увагу православні храми — це Іллінська церква в с. Тернівка і Свято-Володимирський храм в м. Вільнянську.

### Традиції, художня самодіяльність
Є у районі свої традиції — відзначати дні визволення сіл та міста, пісенні конкурси «Співуча родина», «Сімейне коло», фестивалі-звіти учасників художньої самодіяльності району, працюють любительські об'єднання «Берегиня». «Вишиванка», є свої народні майстри декоративно-прикладного мистецтва. Традиційними у районі є свята «Різдвяні зустрічі», проводи зими «Масляна», «Івана Купала». Працює 8 колективів художньої самодіяльності із званням «народний», серед них — два дитячих танцювальних колективи. Традиційні конкурсно-розважальні програми для дітей та молоді «Мамині перлини», «Найкраща дівчина міста», «Перехрестя любові», «Міні Супермен», «Міні міс».
Гостей району вільнянці традиційно зустрічають короваєм, а частують улюбленими стравами — борщем з пампушками, варениками з різноманітною начинкою, пирогами.

### Культурно-освітні заклади
У районі працює 20 сільських будинків культури та районне об'єднання культури та дозвілля, 18 сільських бібліотек, дві бібліотеки для дорослих та дітей у місті. Чотири школи естетичного виховання, 20 загальноосвітніх шкіл, серед яких дві гімназії, вище професійне училище.

Культурний потенціал Вільнянського району можна оцінити в рамках «Днів культури Вільнянського району»

## Туристичний потенціал

### Території та об'єкти природно-заповідного фонду
До природно-заповідного фонду Вільнянського району входить 24 об'єкти, у тому числі 2 об'єкти ПЗФ загальнодержавного значення. Відсоток заповідності складає 0,54.

#### Ботанічні заказники
Балка Вознесенівка, Балка Годинова, Балка Казача, Балка Кащенова, Балка Тисина, Балка Ульянівка, Балка Чапаївка, Урочище Винцевський сад, Цілинна балка Вербова, Цілинна ділянка Могили.

#### Ентомологічні заказники
Цілинна ділянка (біля села Райське), Цілинна ділянка №1, Цілинна ділянка №2, Цілинна ділянка №3.

#### Загальнозоологічні заказники
Лубенцівський.

#### Ландшафтні заказники
Лісовий масив вздовж лівого берега річки Дніпро.

#### Ботанічні пам'ятки природи
Алея вікових каштанів з ділянкою лісу, Балка Губинська, Балка Кринична, Балка Россоховата (загальнодержавного значення), Балка Бальчанська (загальнодержавного значення).

#### Комплексні пам'ятки природи
Балка Таволжанська, Круглик.

### Заклади культури і мистецтв
- 1. Новогупалівський сільський історико-краєзнавчий музей
- 2. Московський сільський історичний музей
- 3. Тернівський сільський музей бойової слави
- 4. Петро-Михайлівський історичний музей (шкільний)
- 5. Привільненський сільський історичний музей
- 6. Михайло-Лукашівський сільський музей комсомольської слави
- 7. Дніпровський меморіальний музей І. С. Паторжинського
- 8. Михайлівський сільський історичний музей
- 9. Вільнянський краєзнавчий музей
- 10. Музей освіти Вільнянського району

## Преса
Районна газета — «Дніпровські вогні». 
З 2010 р. почала виходити газета «Вільнянські вісті».

## Персоналії
Див. також Відомі люди Вільнянщини.
Вільнянський район відомий своїми земляками, серед яких:
- Єрьоменко Іван Никифорович — видатний хлібороб-новатор, працював в колгоспі ім. Ілліча (с. Павлівське). В 1976 р. одержав звання Героя Соціалістичної Праці. Нагороди — два ордени Леніна, Золота Зірка Героя Соціалістичної Праці.
- Антоненко Степан Корнійович (1913—1982) — Герой Соціалістичної Праці. Протягом багатьох років господарство «Запорізька Січ», с. Матвіївка, Вільнянський район.
- Карпенко Василь Федорович (1917—1961) — Герой Соціалістичної Праці, механізатор, працював у колгоспі ім. Щорса, село Московка, Вільнянський район.
- В с. Люцерна народився і жив Герой Соціалістичної Праці Клименко Микола Іванович (1913—1990). Він працював трактористом, комбайнером в радгоспах «Дружба» і «Запорізька Січ».
- В Гасанівці жив в передвоєнні роки Герой Радянського Союзу Авраменко Василь Максимович (1913—1972).
- Кащенко Адріан Феофанович — український письменник, автор численних прозових творів про вікопомну героїку Запорозької Січі.
- Нікітенкова Ганна Софонівна — уславлена доярка, працювала в колгоспі ім. Дзержинського (с. Любимівка). В 1966 р. одержала звання Героя Соціалістичної Праці. Нагороди — два ордени Леніна, Золота Зірка Героя Соціалістичної Праці.
- Максименко Костянтин Іванович — Герой Соціалістичної Праці, жив і працював у радгоспі Яковлеве.
- Баштанник Григорій Семенович (1914—1993) — Герой Соціалістичної Праці мешкав у с. Криничне, Вільнянський район.
- Хом'як Катерина Петрівна — актриса театру ім. М. Заньковецької (м. Львів), заслужена артистка України. Нагороджена орденом Княгині Ольги ІІІ ст. Почесний житель Вільнянського району.
- Білецький Володимир Стефанович — український вчений в галузі гірництва, громадсько-політичний діяч, доктор технічних наук, професор Донецького національного технічного університету, дійсний член Наукового товариства імені Тараса Шевченка, Академії економічних наук України та Академії гірничих наук України, редактор аналітично-інформаційного журналу «Схід». Народився у с. Матвіївка, жив і закінчив середню школу № 3 в м. Вільнянськ. Нагороджений орденом «За заслуги» ІІІ ст.
- Білай Ананій Калинович — відомий український агроном-садівник.

В цій місцевості народилися і провели дитинство і юність:
- видатний біолог, академік Кащенко Микола Феофанович (1855—1935) і його брат письменник і історик Кащенко Адріан Феофанович (1858—1921) і його брат - письменник та історик Кащенко Адріан Феофанович (1858—1921)[16].

- У селі Петро-Свистунове народився народний артист СРСР, оперний співак Паторжинський Іван Сергійович (1896—1960).
- Тар'яник Василь Петрович — кінорежисер, працював у жанрі хронікально-навчальних та наукових фільмів. Народився у м. Вільнянськ.
- Онипко Олексій Іванович — «Почесний громадянин Вільнянська»
- Білецький Віталій Володимирович (15.10.1974, м. Вільнянськ) — український вчений, психолог і філософ, кандидат філософських наук, доцент Донецького національного університету. Народився у м. Вільнянськ.
- Білецький Стефан Петрович (14.08.1923-14.02.1985) — мінометник, воював на Воронезькому, Сталінградському, Степовому фронтах німецько-радянської війни. Учасник боїв за Сталінград, Харків, Полтаву, Бєлгород. Нагороджений медалями «За відвагу», «За оборону Сталінграда», «За перемогу над Німеччиною» та ін., після війни — медаллю «За трудову доблесть». Інженер-машинобудівник, начальник конструкторсько-технічного бюро «Заводу ім. Т. Г. Шевченка» у м. Вільнянськ. Робкор (понад 100 публікацій)[17].
- Макарчук Адам Антонович — автор герба та прапора Вільнянського району, викладач Вільнянської дитячої художньої школи, народний майстер декоративно-прикладної творчості.

Серед почесних громадян Вільнянського району є заслужена та шанована людина, яка дуже багато зробила для культурного, духовного, військово-патріотичного виховання дітей та молоді, збереження історичної спадщини району — полковник запасу, ветеран німецько-радянської війни, поет Воробйов Іван Герасимович.

## Політика
25 травня 2014 року відбулися Президентські вибори України. У межах району була створена 41 виборча дільниця. Явка на виборах складала — 55,74 % (проголосували 22 965 із 41 203 виборців).
- Петро Порошенко отримав найбільшу кількість голосів — 38,95 % (8 944 виборців);
- Юлія Тимошенко — 14,94 % (3 432 виборців),
- Сергій Тігіпко — 11,75 % (2 698 виборців),
- Вадим Рабінович — 5,33 % (1 224 виборців),
- Олег Ляшко — 5,05 % (1 160 виборців).

Решта кандидатів набрали меншу кількість голосів. Кількість недійсних або зіпсованих бюлетенів — 4,08 %.